# Erdődy Imre
Erdődy Imre (Budapest, 1889. március 26. – Budapest, 1973. január 11.) olimpiai ezüstérmes magyar tornász, testnevelőtanár.

## Pályafutása
Részt vett az 1912. évi nyári olimpiai játékokon Stockholmban. egy torna versenyszámban indult, a csapatverseny meghatározott szereken. Ebben a számban ezüstérmes lett 15 csapattársával együtt.
16 év múlva visszatért az 1928. évi nyári olimpiai játékokra Amszterdamba. Az olimpián 4 tornaszámban indult. Érmet nem szerzett.
Klubcsapata a Budapesti Budai Torna Egylet volt. 6-szoros magyar bajnok.
Autóbalesetben hunyt el.